# Zameczki

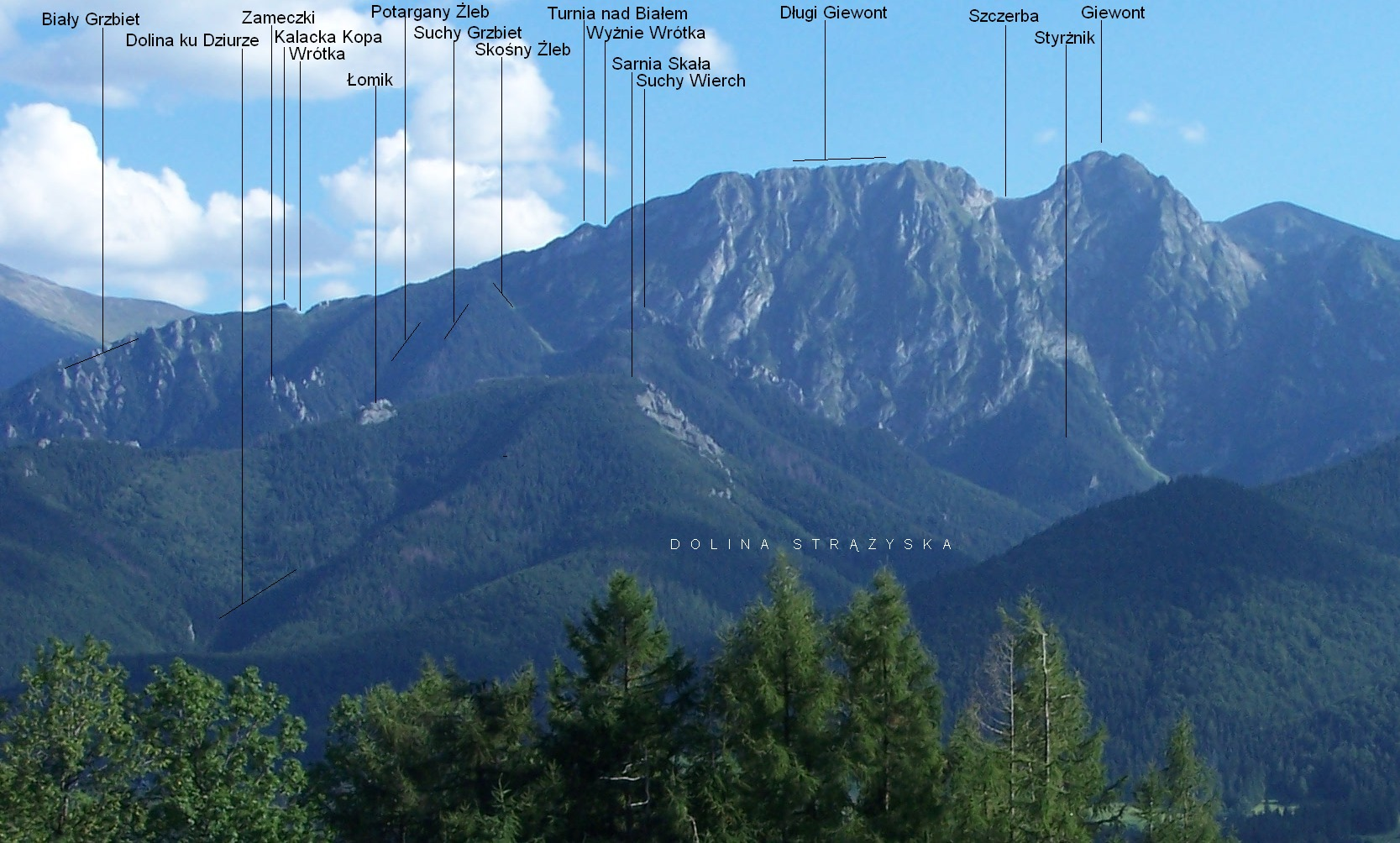

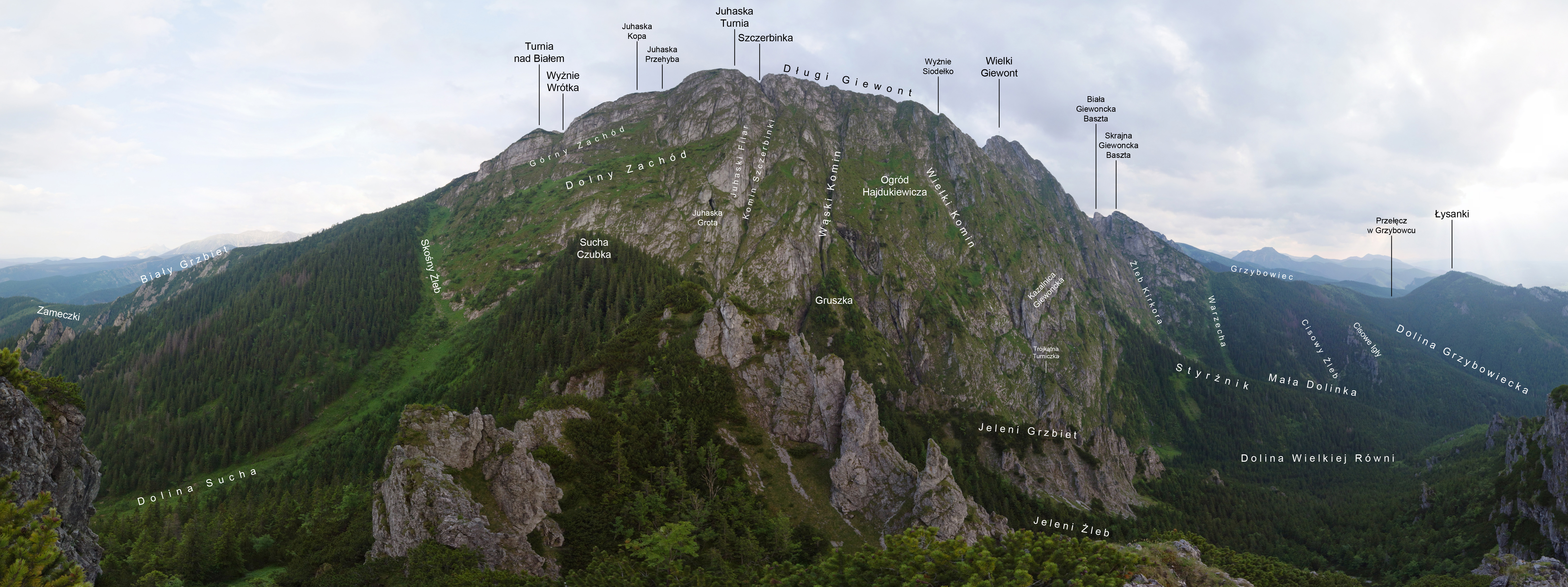
Zameczki widoczne w lewym rogu

Zameczki – grupa turni i skałek w Dolinie Białego w polskich Tatrach Zachodnich. Znajdują się w bezimiennym grzbiecie o długości około 1,5 km, który odgałęzia się od grani Długiego Giewontu około 200 m na zachód od Wrótek i opada w kierunku północnym do Doliny Białego, dzieląc jej górną część na dwie odnogi. Zameczki znajdują się w tym grzbiecie powyżej Ścieżki nad Reglami, grzbiet ciągnie się jeszcze w dół Doliny Białego.
Stoki poniżej Zameczków zarośnięte są lasem. Stoki wschodnie opadają do Potarganego Żlebu, zachodnie do Żlebu pod Wrótka. Zameczki zbudowane są z kruchych skał węglanowych o wysokości dochodzącej do 30 m. Wierzchołki i liczne półki Zameczków natomiast zarośnięte są kosodrzewiną. U taterników Zameczki nigdy nie wzbudzały zainteresowania wspinaczką. Na północnym końcu Zameczków znajduje się ich najwyższa turnia. Łatwo można na nią wejść z przełączki po jej północnej stronie (tuż poniżej tej przełączki znajduje się okno skalne).